# Yu Hua
Yu Hua (余华) (Hangzhou, Zhejiang, 3 de abril de 1960) es un escritor chino, considerado como uno de los principales escritores de ficción de vanguardia y uno de los mayores escritores vivos de China.
Trabajó brevemente como dentista, pero pronto empezó a escribir ficción, siendo su debut la publicación en una revista literaria del relato Irse de casa a los 18.
Yu Hua ha publicado 5 novelas, 6 colecciones de relatos y 3 colecciones de ensayos, obras que han sido traducidas a más de 20 idiomas.
Sus novelas más importantes son Crónica de un vendedor de sangre y ¡Vivir!, que fue llevada al cine por el director Zhang Yimou.  
Muchas de sus obras han sido prohibidas en China, pero sus libros han conseguido un éxito internacional.

## Biografía
Yu Hua nació en Hangzhou, Zhejiang, el 3 de abril de 1960. Sus padres trabajaban como médicos, por lo que su familia vivía en el recinto de un hospital, frente a la morgue. Su proximidad a la muerte durante su infancia influyó en sus obras posteriores. 
Durante su juventud, eejerció la odontología durante cinco años antes de dedicarse a la escritura de ficción en 1983 porque no le gustaba "mirar en la boca de las personas todo el día". Para Yu Hua, la Revolución Cultural tuvo lugar desde los siete hasta los diecisiete años. Es por esta razón que muchas de sus obras incluyen la violencia y el caos que prevalecieron en ese tiempo. En sus propias palabras, "una sociedad calma y ordenada no puede producir obras tan grandes", lo que explica que una de las características distintivas de su trabajo sea su inclinación por las descripciones detalladas de la violencia brutal.
Yu Hua está interesado en la interacción de diversas construcciones de significado, particularmente entre la imaginación y la realidad. La vida personal de Yu Hua se refleja profundamente en su escritura como una influencia directa de los desafíos socioeconómicos de su juventud. Hay muchos elementos en sus escritos que podrían haber sido influenciados por su vida. Se le considera parte de la "generación de los 60", que se refiere a escritores que pasaron toda su infancia y adolescencia durante la Revolución Cultural. Nació en Hangzhou, pero pasó sus años formativos en la localidad de Wuyuan, en Haiyan, un pequeño pueblo que se ha considerado bastante monótono, pero gran parte de la escritura de Yu Hua lo usa como escenario para sus personajes. Yu Hua ha declarado que escribir lo hace sentir como si estuviera regresando a Haiyan; así, muchas de sus obras utilizan Haiyan como escenario de sus historias. 
Yu Hua ha declarado que su escritura ha sido fuertemente influenciada por Franz Kafka y Yasunari Kawabata, entre otros. Dijo que al leer la obra de Kawabata, comprendió que el propósito de la escritura era mostrar los sentimientos humanos. Sin embargo, también hay una profunda conexión que Yu Hua tiene con su país y su historia. En una entrevista con The New Yorker, declaró que "Mi escritura siempre está cambiando, porque mi país siempre está cambiando, y esto inevitablemente afecta mis puntos de vista y sentimientos sobre las cosas". La vida personal de Yu Hua fue fuertemente influenciada por los cambios que China ha atravesado, lo que quizás explique por qué muchos de sus primeros textos a menudo retratan el mundo como frío e implacable, marcado por descripciones gráficas de la violencia física y la mutilación corporal. Dijo en una entrevista que creció en una época en la que China experimentó muchos cambios en un período de tiempo relativamente corto: "Crecí durante la Revolución Cultural. Luego vinieron las Reformas y la Apertura y el despegue explosivo de la economía en los años 90, y luego vino la fantástica locura del nuevo siglo y nuestra visión del mundo y nuestro sistema de valores se volvieron del revés". También ha dicho que las experiencias de la infancia impactan la vida de un escritor.
Muchas de sus escrituras son conocidas por su violencia, pero también es conocido por un estilo más íntimo. Otro de los aspectos clave de su escritura es tratar con lo absurdo. En una entrevista, declaró que "Soy un escritor realista, y si mis historias a menudo son absurdas, es simplemente porque son una proyección de realidades absurdas".  A medida que China ha cambiado, ha comenzado a escribir sobre las absurdidades que vienen con ello. Al responder a las críticas de que su escritura es demasiado violenta, responde que está reflejando lo que ve en la realidad, afirmando que "la violencia ha existido durante mucho tiempo en mi subconsciente".

## Obra
- Irse de casa a los 18 (十八岁出门远行, Shibasui Chumen Yuanxing) (1987)
- Gritos en la llovizna (在细雨中呼喊, Zaixiyuzhong Huhan) (1992)
- ¡Vivir! (活着, Huozhe) (1993)
- Crónica de un vendedor de sangre (许三观卖血记, Xǔ Sānguān Mài Xuě Jì) (1995)
- Hermanos (兄弟, Xiong Di) (2005)
- China en diez palabras (十个词汇里的中国,  Shí gè cíhuì lǐ de zhōngguó) (2011)
- The Seventh Day (第七天, Dì qī tiān) (2015)

## Adaptaciones
Varias obras de Yu Hua han sido adaptadas al cine y a la TV.
Vivir (1994) fue una película dirigida por Zhang Yimou basada en la novela del mismo nombre. Yu Hua participó en la escritura del guion, aunque la historia sufrió algunas modificaciones respecto al libro. Aunque la película fue posteriormente prohibida en China, recibió diversos premios en el Festival de Cine de Cannes (Gran Premio del Jurado y Mejor actor). La misma novela fue adaptada como una serie de televisión en 2003 por Zhu Zheng, con el nombre de Fu Gui, tomando el nombre del protagonista.
En 2015, Crónica de un vendedor de sangre fue adaptada a una película coreana (Heosamgwan maehyeolgi), dirigida y protagonizada por Ha Jung-woo.
Una adaptación del relato Mistakes by the river fue dirigida por Wei Shujun, con el nombre Only the River Flows (He bian de cuo wu), y estrenada en 2023.